# Gideon Gathimba
Gideon Gathimba (ur. 9 marca 1980) – kenijski lekkoatleta, średniodystansowiec, największe sukcesy odnoszący w biegu na 1500 metrów.
4 września 2009 podczas ostatniego w historii mityngu Złotej Ligi – Memorial Van Damme kenijska sztafeta 4 × 1500 metrów z Gathimbą na drugiej zmianie ustanowiła aktualny rekord świata w tej konkurencji bijąc rekord niemieckiej sztafety z 1977.

## Osiągnięcia
| Rok  | Impreza                    | Miejsce        | Pozycja           | Wynik   |
| ---- | -------------------------- | -------------- | ----------------- | ------- |
| 2007 | Igrzyska afrykańskie       | Algier         | 4. miejsce        | 3:39,66 |
| 2007 | Światowe igrzyska wojskowe | Hajdarabad     | 1. miejsce        | 3:41,01 |
| 2008 | Mistrzostwa Afryki         | Addis Abeba    | 2. miejsce        | 3:43,56 |
| 2008 | Światowy Finał IAAF        | Stuttgart      | 4. miejsce        | 3:38,35 |
| 2009 | Światowy Finał IAAF        | Saloniki       | 5. miejsce        | 3:36,36 |
| 2010 | Mistrzostwa świata         | Doha           | el. – 10. miejsce | 3:40,08 |
| 2010 | Igrzyska Wspólnoty Narodów | Nowe Delhi     | 5. miejsce        | 3:43,11 |
| 2011 | Światowe igrzyska wojskowe | Rio de Janeiro | 1. miejsce        | 3:40,62 |

Wielokrotny złoty medalista mistrzostw Kenii.

## Rekordy życiowe
- Bieg na 1500 metrów – 3:33,53 (2011)
- Bieg na 1500 metrów (hala) – 3:35,40 (2010)
- Bieg na milę – 3:50,53 (2010)
- Bieg na 2000 metrów (hala) – 5:00,51 (2010)
- Bieg na 3000 metrów (stadion) – 7:40,10 (2011)
- Bieg na 3000 metrów (hala) – 7:39,70 (2012)